# An Goedbloed
Anna Catharina Maria (An) Goedbloed (Middelburg, 9 augustus 1925 - Veere, 24 juli 2002) was een Nederlands beeldhouwer.

## Leven en werk
Anna of An Goedbloed was een dochter van Lein Goedbloed (1896-1975) en Agnes Anna Maria Cujé (1901-1983). Haar vader was directeur van de Zeeuwsche Dameshandwerkenfabriek N.V. in Middelburg. An maakte patronen voor de fabriek. Ze kreeg tekenlessen van Willem Vaarzon Morel en leerde beeldhouwen van de Middelburgse beeldhouwer Peter de Jong. Ze maakte figuratieve beelden. Goedbloed was getrouwd met advocaat Marinus Anton Terwoert (1913-1993). Zij verhuisden in de jaren 70 naar Veere.
Goedbloed overleed in 2002, op 76-jarige leeftijd.

## Werken
- 1983 Zittende vrouw, Veere
- 1984 Bevrijdingsmonument, Serooskerke[3]

- Biografisch Portaal: 58314338
- RKD-Nederlands Instituut voor Kunstgeschiedenis: 246137

Leden: Miems van Citters · Leen van Duivendijk · Adri Geelhoed

Oud-leden: Ad Braat · Han van den Broeke · An Goedbloed · Sárika Góth · Jan Haas · Louis Heymans · Wim Hofman · Peter de Jong · Han ter Keurs · Reimond Kimpe · Liesbeth Messer-Heijbroek · Guido Metsers · Dick Pieters · Wim Riemens · Chris van Schagen · Kees van de Wetering